# Le Club des divergents
 (août 2021).
Pour plus de détails, voir Fiche technique et Distribution.
Le Club des divergents,, (De club van lelijke kinderen) est un film néerlandais réalisé par Jonathan Elbers,, sorti le 2019 aux Pays-Bas. Le film est disponible en VOD sur UniversCiné, CanalVod et l'Orange.
Le film est présenté lors du festival Minneapolis–Saint Paul International Film Festival (en) et sur internet le 14 mai 2021.

## Synopsis
Le président Isimo est obsédé par la perfection. Non seulement celle des rues et des maisons, mais son credo s'applique aussi aux habitants. Les laids doivent disparaître de son pays. Paul, l'un de ces enfants considérés comme moches, décide de se rebeller et de renverser le dictateur.

## Fiches techniques
Sauf indication contraire, les informations mentionnées dans cette section peuvent être confirmées par les bases de données cinématographiques IMDb et Allociné,  présentes dans la section « Liens externes ».
- Titre : Le Club des divergents
- Titre original : De club van lelijke kinderen
- Producteur : Wim Boven, Casper Eskes, Dave Schram, Niek Teunissen
- Producteur exécutif : Niek Teunissen
- Réalisation : Jonathan Elbers
- Scénario : Jeroen Margry
- Auteur : Koos Meinderts
- Cinématographie : Thijmen Doornik
- Directeur de la photographie : Thijmen Doornik
- Chef monteur : Jurriaan van Nimwegen
- Directeur artistique : Judith van Oostrum
- Chef décoratrice : Nora van der Steeg
- Décoratrice : Sanne Terweij
- 1er assistant réalisateur : Ari Hemelaar
- Assistant réalisateur : Philip Besamusca
- Compositeur : Vidjay Beerepoot
- Chef costumier : Maxa van Panhuis
- Ingénieur du son : Noah Pepper
- Mixage : Arno Willemstein
- Monteur son : Arno Willemstein
- Effets spéciaux maquillage : Erik Hillenbrink
- Effets spéciaux maquillage : Rob's Propshop
- Effets spéciaux maquillage : Rob Hillenbrink
- Coordinateurs effets visuels : Edward Wiessenhaan
- Coordinateur des cascades : Ron Sleeswijk
- Cascadeur : Ron Sleeswijk
- Chef coiffeur : Monique Mierop
- Chef maquilleur : Monique Mierop
- Société Production : Shooting Star Filmcompany BV
- Type de film : Long métrage
- Cinématographie : Thijmen Doornik
- Pays :  Pays-Bas
- Format : couleur
- Genre : Action et aventure
- Langue : néerlandais
- Sorti :  
  - Pays-Bas : 9 octobre 2019
  - France : 8 novembre 2020
  - États-Unis : 14 mai 2021
  - Pologne : 3 septembre 2021

## Distribution
- Stefania Liberakakis : Singer propaganda song
- Laura van Der Meché : Rox Bloem
- Ajouad El Miloudi : Meester
- Edwin Jonker : Uberkliener
- Katja Schuurman : Secretia
- Georgina Verbaan : Mevrouw Bos
- Mustafa Duygulu : Kliener 1
- Annelies Appelhof : Moeder Bob
- Sem Hulsmann : Paul de Wit
- Faye Kimmilser : Sara Simons
- Jeroen van Koningsbrugge : Filidoor de Wit
- Roeland Fernhout : président Isimo
- Narek Awanesyan : Kai Rigo
- Maan de Steenwinkel (en) : Joe de Wit
- Mika Peeters : Bob Zomers
- Jelka van Houten : Moeder Paul
- Jade Van Vliet : Lizzy